# Massimo Vavassori
Massimo Vavassori (Romano di Lombardia, 19 aprile 1982) è uno sceneggiatore italiano.

## Biografia
Nel 2014 assieme al regista Lucas Pavetto scrive The Perfect Husband, indie horror vincitore del Premio Bava alla trentaquattresima edizione del Fantafestival. Con lo stesso regista firma nel 2016 Alcolista, un thriller psicologico girato negli Stati Uniti. Nel 2020 partecipa come sceneggiatore e soggettista al team di scrittura della serie Netflix Zero. Nel 2021 è co-autore del lungometraggio Amazon Original Autumn Beat, opera prima dello scrittore Antonio Dikele Distefano.

## Filmografia

### Cinema
- The Perfect Husband, regia di Lucas Pavetto (2014)
- Dolcezza Extrema, regia di Alberto Genovese (2015)
- Alcolista, regia di Lucas Pavetto (2016)
- Italia 70 - 10 anni di piombo, regia di Omar Pesenti (2018)
- Autumn Beat, regia di Antonio Dikele Distefano (2022)

### Televisione
- Zero - serie TV, 3 episodi (2021)
- 2016 - L'anno della Trap - serie TV, 4 episodi (2022)